# Kenneth Williams
Kenneth Williams (teljes nevén: Kenneth Charles Williams) (King’s Cross, London, 1926. február 22. – Camden kerület, London, 1988. április 15.)  brit komikus színész. Huszonhat Folytassa… film, valamint Tony Hancockkal, és Kenneth Horne-nal együtt számos rádiós vígjáték főszereplője, egyben tehetséges szónok volt.

## Életpályája
Londonban született, King’s Cross városnegyedben, a Bingfield utcában. Édesapja, Charles Williams borbély volt. Szüleivel való kapcsolata személyiségének kulcsa: rajongott támogató, teátrális személyiségű anyjáért, Louisáért, de gyűlölte homofób, morózus és önző apját. Williams elmondása szerint teljes színészi és komikus tehetségét édesanyjától örökölte. Tanulmányait a Lyulph Stanley Schoolban végezte. Williams műszaki rajzoló tanonc lett egy térképkészítőnél, majd 18 évesen belépett a hadseregbe. A Royal Engineers alakulatnál szolgált a földmérő egységben Bombayben, ahol először lépett színpadra a Combined Entertainment Services-nél, együtt Stanley Baxterrel és Peter Nicholsszal.

### A komikus előadó
A háború után karrierjét színházi szereplésekkel kezdte építeni, de csak néhány komoly darab illett bele groteszk előadásmódjába. A komoly drámai színészetben való érvényesülési kísérleteinek kudarcai elkeserítették, de komikus előadói tehetségével képes volt a kitörésre. 1954-ben Dennis Main Wilson rádiós producer, aki a Hancock’s Half Hour szereplő-válogatását is bonyolította,  kiválasztotta őt George Bernard Shaw Szent Johannájának egyik szerepére (Dauphin). Williams a sorozat végéig, majdnem öt évig adta különleges hangját és komikus tehetségét a sorozathoz. Egyedi, nyafogós orrhangja, a meleg-londonias hajlításai hihetetlenül népszerűvé váltak a hallgatók körében. A siker és elismertség ellenére, amit rádiós szereplése hozott számára, Williams úgy vélekedett, hogy a színház, film, és televízió a rádiós műsoroknál „magasabb rendű” formái voltak a szórakoztatásnak.
Amikor Hancock elhatározta, hogy show-ját az addigi ötletelés és vicces hangok alkalmazása helyett más alapokra helyezi, Williamsnek kevesebb szereplési lehetősége lett a programban. Ezt megunva csatlakozott Kenneth Horne-hoz a Beyond Our Ken-ben (1958-1964), és a Round the Horne-ban (1965-1968).
Williams West End-i zenés darabokban is feltűnt, többek között a Share My Lettuce-ben Maggie Smith-szel, és a Pieces of Eight-ben Fenella Fieldinggel. Utolsó ilyen szerepe a One over the Eight volt Sheila Hancockkal. 1971-ben együtt játszott Ingrid Bergmannal George Bernard Shaw Captain Brassbound’s Conversation színpadi feldolgozásában, 1972-ben a My Fat Friend-ben szerepelt Jennie Linden oldalán. Kifejezetten színpadi szereplései révén vált híressé jellemábrázolásáról, rögtönzéseiről is.

### A Folytassa… sorozatban
Williams televízióban és brit filmekben is szerepelt, mindenekelőtt a Folytassa… sorozat filmjeiben (1958-1978), mely sajátos brit, a kétértelműségre alapozott humorával kifejezetten sikeres volt, de melyért, hasonlóan a többi szereplőhöz, igen szerény honoráriumot kapott. Naplójában Williams azt írta, hogy egy British Gas reklámmal többet keresett, mint a teljes Folytassa… sorozattal. Jó anyagi helyzete ellenére apró lakásokban élt Észak-Londonban, a legismertebb lakhelye egy, ma már lebontott háztömbben volt az Osnaburgh utcában.

## Rádiós és televíziós show-k
1968-tól haláláig visszatérő szereplő volt a BBC rádióban a Just a Minute humoros celeb játékshow-ban. Az 1970-es években gyakori közreműködő volt a BBC2 What’s My Line?-jában, és ő mutatott be számosat a Jackanory, gyermekek számára írt olvasmány-történetekből is.

## Magánélete és halála
1962. október 14-én Williams apját, Charlest kórházba szállították miután szén-tetrakloridot ivott, amit egy köhögésre kapott gyógyszer üvegében tároltak. Williams nem volt hajlandó meglátogatni őt, ehelyett másnap ebédelni ment, majd moziba. Apja még azon a délutánon meghalt, Williams pedig egy órával azután, hogy a hír tudomására jutott, színpadra lépett a West Enden. A halottkém jelentése alapján véletlen baleset történt, melyet a maró anyag mérgezése okozott. Arra azonban, hogy hogyan került a súlyosan mérgező ipari tisztítószer az apa orvosságos üvegébe, nem találtak magyarázatot.
Évekkel később Williams visszamondta Orson Welles Amerikai Egyesült Államokba szóló munkaajánlatát, mely szereplés pedig jelentős előrelépést jelentett volna karrierjében. Williams állítása szerint azért utasította el a lehetőséget, mert nem szerette Amerikát, és sosem vágyott ott fellépni. Azonban sokkal valószínűbb, hogy azért mondta le a felkérést, mert a Scotland Yard gyanúsnak találta őt apja halálának körülményeivel kapcsolatban, és így nem kapott vízumot.
Williams ragaszkodott magányos, a szexualitástól tartózkodó „cölibátusi” életmódjához, naplójegyzetei szerint ez részben amiatt volt így, mert – legalábbis negyvenes éveinek kezdetétől – nehezen kezelhetőnek érezte saját homoszexualitását, az azzal járó életmódot pedig visszataszítónak. Egész felnőttkorában egyedül élt, és nem maradt fenn információ jelentősebb érzelmi, vagy hosszabb ideig tartó partnerkapcsolatáról. Naplóiban számos utalás maradt fenn be nem teljesült, vagy épphogy valóra vált románcaira vonatkozóan, (az Egyesült Királyságban 1967-ig büntetendő volt a homoszexualitás). Azonban támogatta a meleg drámaírót, Joe Ortont (aki 1966-ban Williams számára írta Truscott felügyelő szerepét a Loot-ban), együtt vakációzott Ortonnal és annak szeretőjével, Kenneth Halliwellel Marokkóban. További közeli barátai voltak: Stanley Baxter, Gordon Jackson és felesége Rona Anderson, Sheila Hancock, Maggie Smith és drámaíró férje, Beverley Cross. Idővel barátságosabbá és visszavonulttá válva Williams a többi rendszeres Folytassa…-szereplők – Joan Sims, Barbara Windsor, Kenneth Connor, Hattie Jacques, Bernard Bresslaw) társaságát is megkedvelte.
Williams alig fedett fel részleteket magánéletéről, bár magányosságáról, reménytelenségéről, és arról, hogy úgy érezte, keveset tudott elérni, beszélt Owen Spencer-Thomasnak két félórás dokumentum-beszélgetés során, melyet Carry On Kenneth címmel adott le a BBC Radio London.
Utolsó éveiben idős édesanyjával (aki 1991-ben hunyt el) egyidőben megromlott egészsége, ami depressziója elmélyülését eredményezte. 1988. április 15-én hunyt el Camdenben. Halálának oka barbiturát-túladagolás volt. A lefolytatott vizsgálat nem tudta eldönteni, hogy halálát öngyilkosság vagy baleset okozta-e. Williams naplóiból azonban kiderül, hogy élete folyamán gyakran megfordult fejében az öngyilkosság gondolata.

### A népszerű kultúrában
A Russell Davis szerkesztésében posztumusz kiadásban megjelentetett naplói és levelei – különösen Williams maró megjegyzései színésztársairól – vitát kavartak, valamint felfedték küzdelmeit a csüggedés ellen, melyek gyakran telítve voltak az elszigeteltség és sikertelenség érzésével, és melyek egész életét jellemezték. Williams 1940-től, 14 éves korától 48 éven át, haláláig írta naplóit. Az első kiadásra kerülő naplója 1942-ben íródott, az ez előttiek elvesztek. 1943-46 között nem készített feljegyzéseket, mert azokban az években a hadsereggel a Távol-Keleten tartózkodott. Williams azt mondta, hogy a naplóírás könnyített magányosság-érzetén, mely gyakorta kínozta őt.
A lakást, melyben élt, Rob Byrdon és Julia Davis vásárolta meg, hogy ott írják meg fekete humorú vígjátéksorozatukat, a Human Remains-t. 2007 májusában lebontották az épületet, és ekkor, David Benson Myspace blogjának írása alapján ő, és a korábbi Radio 1 DJ, Wes Butters betörtek oda, hogy az épület megsemmisülése előtt fotókat készítsenek a lakásról.
2008 áprilisában a BBC Radio 4 leadta a két részes The Pain of Laughter dokumentumműsort. A műsort Wes Butters írta, és a szükséges kutatásokat is ő végezte. Butters a színész keresztfiától, Robert Chidelltől megszerzett egy nagyobb gyűjteményt Williams személyes tárgyaiból. Az első részben elhangzott, hogy Williams élete végéhez közeledve, és a depresszióval, valamint romló egészségével küzdve, a költővel, Philip Larkinnal folytatott vitái után elhagyta keresztény hitét. Williams korábban a metodista vallás elkötelezett követője volt, bár életének nagy része küszködéssel telt, a kereszténység homoszexualitáshoz való viszonyulása miatt.
Életrajzát 15 évvel később Wes Butters és Russell Davis írta meg, Kenneth Williams Unseen címmel.

### Megjelenítései
Williamst két különböző, televízió számára készült filmben formálták meg.
2000-ben Adam Godley alakította őt, a Cor Blimey!-ben, mely Sid James és Barbara Windsor románcának történetét dolgozta fel.  Később, 2006-ban Michael Sheen játszotta őt a BBC 4 drámájában, a Kenneth Williams: Fantabulosa!-ban.

## Szereplései

### Filmekben
- Trent’s Last Case (1952)
- The Beggar’s Opera (1953)
- Valley of Song (1953)
- Innocents in Paris (1953)
- The Seekers (1954)
- Folytassa, őrmester! (Carry On Sergeant) (1958)
- Folytassa, nővér (Carry On Nurse) (1958)
- Folytassa, tanár úr! (Carry On Teacher) (1959)
- Tommy the Toreador (1959)
- Make Mine Mink (1960)
- Folytassa, rendőr! (Carry On Constable) (1960)
- His and Hers (1961)
- Raising the Wind (1961)
- Folytassa tekintet nélkül! (Carry On Regardless) (1961)
- Love Me, Love Me, Love Me (1961)
- Twice Round the Daffodils (1962)
- Folytassa a hajózást! (Carry On Cruising) (1962)
- Folytassa, Jack! (Carry On Jack) (1963)
- Folytassa a kémkedést! (Carry On Spying) (1964)
- Folytassa, Kleo! (Carry On Cleo) (1964)
- Folytassa, cowboy! (Carry On Cowboy) (1965)
- Folytassa sikoltozva! (Carry On Screaming) (1966)
- Folytassa, forradalmár! (Carry On Don’t Lose Your Head) (1966)
- Folytassa az idegenlégióban! (Carry On Follow That Camel) (1967)
- Folytassa, doktor! (Carry On Doctor) (1967)
- Folytassa a Khyber-szorosban! (Carry On Up the Khyber) (1968)
- Folytassa a kempingezést! (Carry On Camping) (1969)
- Folytassa újra, doktor! (Carry On Again Doctor) (1969)
- Folytassa a szerelmet! (Carry On Loving) (1970)
- Folytassa, Henry! (Carry On Henry) (1970)
- Folytassa, amikor Önnek megfelel! (Carry On at Your Convenience) (1971)
- Folytassa, főnővér! (Carry On Matron) (1971)
- Folytassa külföldön! (Carry On Abroad) (1972)
- Folytassa, Dick! (Carry On Dick) (1974)
- Folytassa az ásatást! (Carry On Behind) (1975)
- Folyton folyvást folytassa! (That’s Carry On!) (1977)
- The Hound of the Baskervilles (1978)
- Folytassa, Emmanuelle (Carry On Emmannuelle) (1978)

| - International Cabaret - The Kenneth Williams Show - Jackanory - Willo the Wisp - Galloping Galaxies - An Audience with Kenneth Williams - What's My Line? - Some You Win - Whizzkids Guide - Lets Make a Musical - Meanwhile on BBC2 - Join Jim Dale - The Wednesday Play - BBC Sunday Night Theatre - Saint Joan - Sword of freedom - The School - Dick and the Duchess - The Armoured Car - Moby Dick Rehearsed - Misalliance | - Hancock’s Half Hour - Beyond Our Ken - Round the Horne - Kenneth Williams Playhouse - Oh Get On with It - Stop Messing About - Just a Minute - The Wind in the Willows - Acid Drops - Back Drops - Just Williams - I Only Have To Close My Eyes - The Kenneth Williams Diaries - The Kenneth Williams Letters - Kenneth Williams on Pleasure Bent 1967, Decca LK 4856. Arrangements and musical direction by Barry Booth, sound supervision by Roger Cameron. - The World of Kenneth Williams 1970, Decca SPA 64. Stereo edition of recordings from the 1950s and 1960s. |

## Fordítás
- Ez a szócikk részben vagy egészben  a   Kenneth Williams című angol Wikipédia-szócikk fordításán alapul.  Az eredeti cikk szerkesztőit annak laptörténete sorolja fel. Ez a jelzés csupán a megfogalmazás eredetét és a szerzői jogokat jelzi, nem szolgál a cikkben szereplő információk forrásmegjelöléseként.

## További információ
- Kenneth Williams a PORT.hu-n (magyarul)
- Kenneth Williams az Internetes Szinkronadatbázisban (magyarul)
- Kenneth Williams az Internet Movie Database-ben (angolul)
- Kenneth Williams a Rotten Tomatoeson (angolul)
- Kenneth Williams az AlloCiné weboldalán (franciául)
- Kenneth Williams Profile. Famousfix.com. (Hozzáférés: 2023. február 4.)
- The Kenneth Williams Appreciation Society
- Carry On Line: Official Website of the Carry On films Archiválva 2021. január 25-i dátummal a Wayback Machine-ben
- Arts: Kenneth Williams
- BBC photo gallery of the radio and TV career of Kenneth Williams
- BBC Four Interviews: Kenneth Williams
- Kenneth Williams:Fantabulosa! Archiválva 2009. július 25-i dátummal a Wayback Machine-ben
- David Benson's website Archiválva 2009. február 3-i dátummal a Wayback Machine-ben
- Fyne Times -Gay Great
- Off the Telly: The TV Career of Kenneth Williams
- Private collection of original correspondence and memorabilia